# Amstel Curaçao Race 2007
Op 3 november 2007 werd de 6e editie van de Amstel Curaçao Race verreden. De wedstrijd, die 73,6 kilometer lang was, werd gewonnen door de Spanjaard Alberto Contador.

## Uitslag (top 10)
| rang | renner             | land      | ploeg             |
| ---- | ------------------ | --------- | ----------------- |
| 1    | Alberto Contador   | Spanje    | Discovery Channel |
| 2    | Thomas Dekker      | Nederland | Rabobank          |
| 3    | Fränk Schleck      | Luxemburg | Team CSC          |
| 4    | Bart Brentjens     | Nederland | Dolphin Team      |
| 5    | Tom Boonen         | België    | Quick Step        |
| 6    | Andy Schleck       | Luxemburg | Team CSC          |
| 7    | Robert Gesink      | Nederland | Rabobank          |
| 8    | Johan van den Berg | Curaçao   | TEC Curaçao       |
| 9    | Wolter Blankert    | Nederland | Amsterdam         |
| 10   | Iwan Jonker        | Curaçao   | TEC Curaçao       |